# Ajan Suunta
Ajan Suunta foi um jornal finlandês publicado pelo Movimento Patriótico Popular. Surgiu como sucessor do antigo Ajan Sana e teve sua primeira edição impressa pela Sociedade Literária Finlandesa em 2 de dezembro de 1932.
O jornal ficou conhecido por propagar o fascismo e o antissemitismo na Finlândia, tendo sido responsável por publicar caricaturas antissemitas e conectar o judaísmo a tudo o que o movimento se opunha, como marxismo, maçonaria e liberalismo.
Durante a Guerra da Continuação, restrições à liberdade de expressão foram consideradas necessárias e a imprensa usada como uma ferramenta de propaganda. Logo, críticas ao sistema nacional-socialista e pautas antissemitas começaram a ser coibidas por órgãos de fiscalizações. O jornal foi cessado por uma comissão fiscalizadora sob ordens do ministro do interior Ernst von Born e publicado pela última vez em 4 de outubro de 1944.